# Prix Agent of Change
L’Agent of Change Award, en français : Prix Agent du changement, est une récompense annuelle, créée en 2016, par le forum des partenariats mondiaux pour récompenser les champions de l'égalité des sexes et de l'autonomisation des femmes, soutenu par l'ONU Femmes.
Les prix sont décernés par le Sous-secrétaire général des Nations unies pour l'appui intergouvernemental et les partenariats stratégiques et le président du forum des partenariats mondiaux au siège des Nations unies, à New York,.
La statuette du prix Agent du changement est inspirée de la sculpture du même nom de l'artiste Spar Street (en). 

## Récipiendaires

### 2016
- Sheikh Hasina, Première ministre du Bangladesh.
- Marie-Louise Coleiro Preca, Présidente de Malte.
- Ban Soon-taek, épouse de Ban Ki-moon.

### 2017
- Erna Solberg, Première ministre de Norvège.
- Margot Wallström, vice-Première ministre de Suède, ministre des Affaires étrangères.
- Retno Marsudi, ministre des Affaires étrangères indonésienne.
- Fatima bint Mubarak Al Ketbi (en), présidente de l'Union générale des femmes des Émirats arabes unis.
- Michelle Bachelet, Présidente de la République du Chili.

## Source de la traduction
- (en) Cet article est partiellement ou en totalité issu de l’article de Wikipédia en anglais intitulé « Agent of Change Award » (voir la liste des auteurs).